# Ingersoll Rand Company
Ingersoll Rand Inc. - багатонаціональна компанія, яка забезпечує створення потоків і промислові продукти. Компанія була утворена в лютому 2020 року в результаті злиття промислового сегменту Ingersoll-Rand Plc (тепер відомого як Trane Technologies) і Gardner Denver (Gardner Denver Holdings Inc). Його продукція продається під більш ніж 40 брендами на всіх основних світових ринках.
Ingersoll Rand, що базується в Девідсоні, штат Північна Кароліна, працює у двох сегментах: промислові технології та послуги та прецизійні та наукові технології.

## Історія Ingersoll Rand
Повітряний компресор Ingersoll Rand
Саймон Інгерсолл заснував Ingersoll Rock Drill Company в 1871 році у Нью-Йорку, а в 1888 році вона об'єдналася з Sergeant Drill, щоб сформувати Ingersoll Sergeant Drill Company. Компанія Ingersoll Sergeant Drill Company представила перший у світі електронний компресор із прямим підключенням до двигуна.
Також у 1871 році брати Аддісон Ренд і Джаспер Ренд-молодший заснували Rand Drill Company з основним виробничим заводом у Таррітауні, штат Нью-Йорк. Свердла Rand розчистили підступний канал нью-йоркських воріт пекла і використовувалися при будівництві водопроводів у Нью-Йорку та Вашингтоні, округ Колумбія, а також тунелів у Гаверстроу та Вест-Пойнт, Нью-Йорк, та в Вігокені, штат Нью-Джерсі.
У 1905 році Ingersoll-Sergeant Drill Company об'єдналася з Rand Drill Company, щоб утворити Ingersoll Rand.

### Історія Гарднера Денвера
Роберт Гарднер заснував компанію Gardner Governor Company в 1859 році в Квінсі, штат Іллінойс, і ввів перші ефективні засоби регулювання швидкості для парових двигунів. Ця інновація, відома як регулятор флайболу, допомогла прокласти шлях до подальшого виробництва інших промислових продуктів, таких як повітряні компресори. На рубежі століть компанія продала понад 150 000 губернаторів у Сполучених Штатах і Канаді.
Компанія Gardner Governor Company об’єдналася з Denver Rock Drill Company в 1927 році, щоб утворити Gardner-Denver.
Садівник Денвера виріс протягом перших десятиліть 1900-х років і трансформувався завдяки придбанням. У 1943 році Gardner Denver вперше був представлений на Нью-Йоркській фондовій біржі.
Наприкінці 1900-х і на початку 2000-х років компанія зазнала кілька трансформацій. У 1979 році Gardner Denver була придбана Cooper Industries, Inc. Cooper виділила Gardner Denver Industrial Machinery Division як незалежну компанію в 1994 році. Gardner Denver, Inc. торгувала на Нью-Йоркській фондовій біржі, поки її не придбала приватна інвестиційна компанія Kohlberg Kravis Roberts & Co. L.P. у 2013 році. Гарднер Денвер повернувся у державну власність у 2017 році шляхом первинного публічного розміщення.

### Злиття промислового сегменту Ingersoll Rand і Gardner Denver
У квітні 2019 року Ingersoll-Rand Plc і Gardner Denver Holdings, Inc. спільно оголосили про угоду, згідно з якою промисловий сегмент Ingersoll Rand буде виділено та об’єднано з Gardner Denver в рамках транзакції Reverse Morris Trust. Трансакцію злиття було завершено 29 лютого 2020 року.

### Ініціативи власності співробітників
Коли Gardner Denver завершив первинне публічне розміщення акцій у травні 2017 року, він надав відстрочені акції практично всім постійним працівникам. Сума гранту становила приблизно 100 мільйонів доларів.
Після злиття в 2020 році компанія надала акції вартістю приблизно 150 мільйонів доларів суттєвій з 16 000 глобальних співробітників, які ще не отримували заохочувальні нагороди, засновані на акції. Сума гранту власного капіталу, що дорівнює приблизно 20% заробітної плати його співробітника, була однією з найбільших субсидій, які коли-небудь надавалися працівникам промислової компанії.

## Сегменти бізнесу
Станом на липень 2021 року Ingersoll Rand працює у двох бізнес-сегментах.
- Сегмент промислових технологій та послуг (ITS) проектує, виробляє, продає та обслуговує широкий спектр продуктів для стиснення повітря та газу, вакуумних та повітродувних виробів, обладнання для перекачування рідини, систем завантаження, електроінструментів та підйомного обладнання. Основні бренди включають Ingersoll Rand, Gardner Denver, CompAir, Nash та Elmo Rietschle.
- Сегмент Precision and Science Technologies (PST) розробляє, виробляє та продає спеціалізовані об’ємні насоси, обладнання для управління рідиною, рідинні та прецизійні шприцеві насоси та компресори, а також запасні частини. Основні бренди включають Milton Roy, Haskel, ARO, Thomas, Welch, Dosatron, YZ, SEEPEX та інші.

У квітні 2021 року контрольний пакет акцій у сегменті High Pressure Solutions був проданий American Industrial Partners за 278 мільйонів доларів.
У червні 2021 року Club Car, який раніше входив у сегмент Specialty Vehicles Technologies Ingersoll Rand, був проданий Platinum Equity Advisors, LLC за 1,68 мільярда доларів.